# برج الساعة (مستشفى الأطفال)
برج الساعة (بالتركية: Etfal Hastanesi Saat Kulesi)‏ هو برج ساعة يقع في حديقة مستشفى الحميدية للأطفال (شيشلي للأطفال) في شيشلي، مدينة إسطنبول تركيا في الجانب الأوروبي من البوسفور. أمر ببنائه السلطان عبد الحميد الثاني (حكم 1876-1909) وشُيد من قبل المهندس المعماري محمد سوكرو بك.
بُني البرج الذي يبلغ ارتفاعه 20 متر (66 قدم) من الرخام وحجر هيركيه الجيد. ويقع طغراء السلطان عبد الحميد الثاني على الوجه الأمامي.

## وصلات خارجية
- بلدية الموقع الرسمي